# Plationus patulus
Plationus patulus är en hjuldjursart som först beskrevs av Müller 1786.  Plationus patulus ingår i släktet Plationus och familjen Brachionidae. Arten är reproducerande i Sverige.

## Underarter
Arten delas in i följande underarter:
- P. p. macracanthus
- P. p. patulus